# 佐伯徹 (システムアナリスト)
佐伯 徹（さえき とおる）は、株式会社日本貿易保険 内部監査部門 システムアナリスト。特定非営利活動法人 失敗学会理事。特定非営利活動法人 日本システム監査人協会理事。情報セキュリティ大学院大学 情報セキュリティ研究科博士前期課程在学中。

## 人物
DX（デジタルトランスフォーメーション）失敗学の第一人者。
システム会社を経て株式会社日本貿易保険の内部監査部門にて情報システムアナリストを務める。2014年12月、失敗学を活用した「ITプロジェクト版失敗原因マンダラ図」を関西IBMユーザー研究会に研究発表し、最優秀賞を受賞。2015年4月、NHK総合テレビで「マンダラ図を使った失敗究明」テーマで出演。2017年4月から東京大学で「失敗学講座」の講師を務めながら地方自治体や企業へも講演中。同年5月、失敗学会理事就任。また、2022年2月から日本システム監査人協会理事。
2023年6月、セブン＆アイ・ホールディングス、NTTドコモ、三菱UFJフィナンシャル・グループ、野村證券などDXを導入して失敗したケースを解説し失敗から学ぶ方法や失敗しないDX組織にする方法を説いた『DX組織学 なぜ成果を生まないのか』を日経BPから出版した。

## 主な著書
- DX組織学 なぜ成果を生まないのか（日経PB）[1][2]- 2023年6月刊